# Kanan Devi

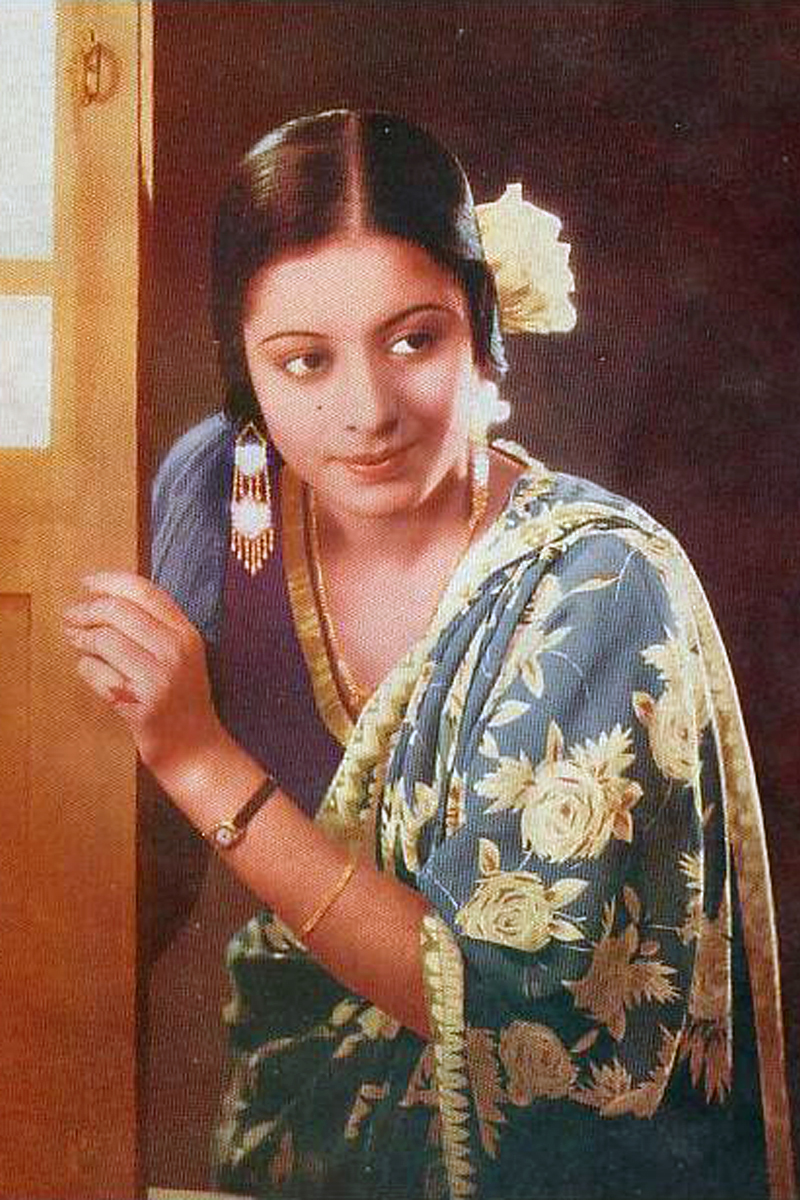
Kanan Devi en 1930.

Kanan Devi (bengalí: কানন দেবী) (n. 22 de abril de 1916, Howrah † 17 de julio de 1992, Calcuta) fue una actriz y cantante de playback india. Ella fue una de las primeras estrellas de la canción del cine indio, popularmente era conocida como la primera artista del cine bengalí. Su estilo de cantar, por lo general en tiempo rápido, utilizaba instrumentalmente algunos de sus mayores éxitos para la productora cinematográfica llamada "New Theatres" en Calcuta. 

## Biografía
Kanan nació el 22 de abril de 1916 en Howrah, Bengala Occidental. En su autobiografía, titulada Sabaray Ami Nami, sus padres adoptivos eran Ratan Chandra Das y Rajobala, con quienes creció y vivió junto con ellos. Después de la muerte de su padre adoptivo, Ratan Chandra Das, la joven Kanan y su madre Rajobala, fueron simplemente abandonadas a su suerte. La historia de su vida es una verdadera historia, que vivió entre la pobreza a la riqueza. Algunos dicen que ella realizó sus estudios aunque no terminados, en la Escuela Convento de 'St. Agnes'.
Tulsi Banerji llamó a Kanan cuando ella sólo tenía diez años de edad para trabajar con la productora Madan Theatres/Jyoti Studios, donde le ofrecieron para interpretar un pequeño personaje para trabajar en la película Jaidev (1926), seguido por Shankaracharya en 1927. Ella era conocida como "Kanan Bala".
Kanan trabajó al menos en cinco películas con producciones como Theatres productions (1926-1932), Rishir Prem, Jorebarat, Bishnumaya y Prahlad.
Luego trabajó con la productora Radha Films 1933-1936, con Theatres entre 1937-1941, con MP Productions 1942-1948 y finalmente con su propio sello Shrimati Pictures entre 1949-1965.

## Filmografía

### Actriz
| Año  | Película                        | Director                 | Co-estrella | Reedición                            |
| ---- | ------------------------------- | ------------------------ | ----------- | ------------------------------------ |
| 1926 | Joydev                          | Jyotish Bannerji         | Actor       | 1927 Shankaracharya D.G. Kali Prasad |
| 1931 | Rishir Prem                     | Jyotish Bannerji         | Actor       |                                      |
| 1931 | Jore Barat                      | Jyotish Bannerji         | Actor       | Short                                |
| 1932 | Bishnumaya                      | Jyotish Bandyopadhyay    | Actor       |                                      |
| 1932 | Prahlad                         | Priyanath Ganguly        | Actor       |                                      |
| 1932 | Vishnu Maya                     | Jyotish Bannerji         | Actor       |                                      |
| 1933 | Sree Gouranga                   | Prafulla Ghosh           | Actor       |                                      |
| 1933 | Char Darvesh                    | Prafulla Ghosh           | Actor       | Fantasy                              |
| 1934 | Maa                             | Prafulla Ghosh           | Actor       |                                      |
| 1934 | Hari Bhakti                     | Prafulla Ghosh           | Actor       |                                      |
| 1935 | Kanthahaar                      | Jyotish Bannerji         | Actor       |                                      |
| 1935 | Manmoyee Girls School           | Jyotish Bannerji         | Actor       |                                      |
| 1935 | Basabdatta                      | Satish Dasgupta          | Actor       |                                      |
| 1936 | Bishabriksha                    | Phani Burma              | Actor       |                                      |
| 1936 | Krishna Sudama                  | Phani Barma              | Actor       |                                      |
| 1936 | Khooni Kaun                     | G. R. Sethi              | Actor       |                                      |
| 1936 | Maa                             | Prafulla Ghosh           | Actor       |                                      |
| 1937 | Vidyapati                       | Debaki Bose              | Actor       |                                      |
| 1937 | Mukti                           | Pramathesh Chandra Barua | Actor       |                                      |
| 1937 | Mukti                           | Pramathesh Chandra Barua | Actor       |                                      |
| 1937 | Bidyapati                       | Debaki Bose              | Actor       |                                      |
| 1938 | Sathi                           | Phani Majumdar           | Actor       |                                      |
| 1938 | Street Singer                   | Phani Majumdar           | Actor       |                                      |
| 1939 | Sapera                          | Debaki Bose              | Actor       |                                      |
| 1939 | Jawani-Ki-Raat                  | Hemchandra Chunder       | Actor       |                                      |
| 1939 | Sapurey                         | Debaki Bose              | Actor       |                                      |
| 1940 | Parajay                         | Hemchandra Chunder       | Actor       |                                      |
| 1940 | Haar Jeet                       | Amar Mullick             | Actor       |                                      |
| 1940 | Abhinetri                       | Amar Mullick             | Actor       |                                      |
| 1941 | Parichay                        | Nitin Bose               | Actor       |                                      |
| 1941 | Lagan                           | Nitin Bose               | Actor       |                                      |
| 1942 | Shesh Uttar                     | Pramathesh Chandra Barua | Actor       |                                      |
| 1942 | Jawab                           | Pramathesh Chandra Barua | Actor       |                                      |
| 1943 | Jogajog                         | Sushil Majumdar          | Actor       |                                      |
| 1943 | Jogajog                         | Sushil Majumdar          | Actor       |                                      |
| 1944 | Bideshini                       | Premendra Mitra          | Actor       |                                      |
| 1945 | Path Bendhe Dilo                | Premendra Mitra          | Actor       |                                      |
| 1945 | Banphool                        | Niren Lahiri             | Actor       |                                      |
| 1945 | Raj Lakshmi                     | Premendra Mitra          | Actor       |                                      |
| 1946 | Tumi Aar Aami                   | Apurba Kumar Mitra       | Actor       |                                      |
| 1946 | Krishna Leela                   | Debaki Bose              | Actor       |                                      |
| 1946 | Arabian Nights                  | Niren Lahiri             | Actor       |                                      |
| 1947 | Chandrasekhar                   | Debaki Bose              | Actor       |                                      |
| 1947 | Chandrasekhar                   | Debaki Bose              | Actor       |                                      |
| 1947 | Faisla                          | Apurba Kumar Mitra       | Actor       |                                      |
| 1948 | Bankalekha                      | Chitta Bose              | Actor       |                                      |
| 1948 | Anirban                         | Soumyen Mukherjee        | Actor       |                                      |
| 1949 | Ananya                          | Sabyasachi               | Actor       |                                      |
| 1949 | Anuradha                        | Pranab Roy               | Actor       |                                      |
| 1950 | Mejdidi                         | Ajay Kar                 | Actor       |                                      |
| 1952 | Darpachurna                     |                          | Actor       |                                      |
| 1954 | Nababidhan                      | Haridas Bhattacharya     | Actor       |                                      |
| 1955 | Debatra                         | Haridas Bhattacharya     | Actor       |                                      |
| 1956 | Asha                            | Haridas Bhattacharya     | Actor       |                                      |
| 1959 | Indranath Srikanta-O-Annadadidi | Haridas Bhattacharya     | Actor.      |                                      |

### Como cantante de playback
1. Asha (1956) (playback singer)
2. Debatra (1955) (playback singer)
3. Naba Bidhan (1954) (playback singer)
4. Darpachurna (1952) (playback singer)
5. Mejdidi (1950) (playback singer)

1. Ananya (1949) (playback singer)
2. Anirban (1948) (playback singer)
3. Bankalekha (1948) (playback singer)

... aka The Crooked Writing
1. Faisla (1947) (playback singer)
2. Chandrashekhar (1947) (playback singer)
3. Arabian Nights (1946) (playback singer)
4. Krishna Leela (1946) (playback singer)

... aka Radha Krishna Prem
... aka The Story of Lord Krishna
1. Tum Aur Main (1946) (playback singer)
2. Tumi Aar Aami (1946) (playback singer)
3. Ban Phool (1945) (playback singer)
4. Path Bendhe Dilo (1945) (playback singer)
5. Rajlaxmi (1945) (playback singer)
6. Bideshini (1944) (playback singer)
7. Jogajog (1943) (playback singer)
8. Jawab (1942) (playback singer)

... aka Shesh Uttar (India: Bengali title)
... aka The Last Reply
1. Lagan (1941) (playback singer)
2. Parichay (1941) (playback singer)

... aka Acquaintance
... aka Marriage
1. Abhinetri (1940) (playback singer)
2. Haar Jeet (1940) (playback singer)

1. Jawani Ki Reet (1939) (playback singer)
2. Parajay (1939) (playback singer)
3. Sapera (1939) (playback singer)

... aka The Snake-Charmer (India: English title)
1. Sapurey (1939) (playback singer)

... aka The Snake-Charmer (India: English title)
1. Bidyapati (1937) (playback singer)
2. Mukti (1937/I) (playback singer)

... aka Freedom
... aka The Liberation of the Soul
1. Mukti (1937/II) (playback singer)
2. Vidyapati (1937) (playback singer)
3. Bishabriksha (1936) (playback singer)

... aka The Poison Tree
1. Krishna Sudama (1936) (playback singer)

... aka Krishna and Sudama
1. Manmoyee Girls School (1935) (playback singer)
2. Maa (1934) (playback singer)
3. Char Darvesh (1933) (playback singer)

... aka Merchant of Arabia (India: English title)
1. Vishnumaya (1932) (playback singer)

... aka Doings of Lord Vishnu
1. Jore Barat (1931) (playback singer)
2. Prahlad (1931/I) (playback singer)

### Producción
1. Abhaya O Srikanta (1965) (producer)
2. Indranath Srikanta O Annadadidi (1959) (producer)
3. Rajlakshmi O Srikanta (1958) (producer)
4. Andhare Alo (1957) (producer)
5. Asha (1956) (producer)
6. Debatra (1955) (producer)
7. Naba Bidhan (1954) (producer)
8. Darpachurna (1952) (producer)
9. Mejdidi (1950) (producer)
10. Ananya (1949) (producer)
11. Bamuner Meye (1949) (producer)